# جوردي ترياس
جوردي ترياس (بالإسبانية: Jordi Trias)‏ مواليد 5 نوفمبر 1980، هو لاعب كرة سلة إسباني بدأ مسيرته الاحترافية في سنة 1998 يلعب في ليغا أيه سي بي ويحمل الرقم 8. يبلغ طوله 6 قدم 9 بوصة (2.1 م).

## فرق لعب لها
- سي بي مورسيا
- نادي برشلونة لكرة السلة
- جوفينتوت بادالونا

## الميداليات
| الميدالية | المسابقة                        |
| --------- | ------------------------------- |
| برونزية   | ألعاب البحر الأبيض المتوسط 2005 |

## روابط خارجية
- جوردي ترياس على موقع الدوري الأوروبي لكرة السلة (الإنجليزية)
- جوردي ترياس على موقع الدوري الإسباني لكرة السلة (الإسبانية)
- جوردي ترياس على موقع كرة السلة الأوروبية.كوم (الإنجليزية)
- جوردي ترياس على موقع DraftExpress.com (الإنجليزية)
- جوردي ترياس على موقع ريلجم (الإنجليزية)
- جوردي ترياس على موقع بروبوليرز (الإنجليزية)
- جوردي ترياس على موقع سبورتس رفرنس (الإنجليزية)